# Dajr al-Dżarnus
Dajr al-Dżarnus – miejscowość w Egipcie, w muhafazie Al-Minja, w dystrykcie Maghagha. W 2006 roku liczyła 6504 mieszkańców.